# Никитин, Пётр Никитич
Пётр Никитич Никитин (1856 — ?) — крестьянин, депутат Государственной думы II созыва от Псковской губернии.

## Биография
Крестьянин деревни Пенья Псковского уезда. Учился в сельской школе. Занимался земледелием, но частной земельной собственности, как указывается, не имел. В момент выборов в Думу внепартийный.
7 февраля 1907 года был избран в Государственную думу II созыва от общего состава выборщиков Псковского губернского избирательного собрания. Сначала примкнул к Трудовой группе, но примерно в апреле вышел из неё и вступил в Конституционно-демократическую фракцию. Участвовал в прениях по вопросу о величине контингента новобранцев в призыв 1907 года.
Дальнейшая судьба и дата смерти неизвестны.

### Архивы
- Российский государственный исторический архив. Фонд 1278. Опись 1 (2-й созыв). Дело 299; Дело 615. Лист 11 оборот.